# Ponik (województwo lubuskie)
Ponik – dawna osada leśna w Polsce, w województwie lubuskim, w powiecie krośnieńskim, w gminie Gubin.  Miejscowość zniesiona 1 stycznia 2017.
W latach 1975–1998 miejscowość położona była w województwie zielonogórskim.